# چراغ قوه مکانیکی

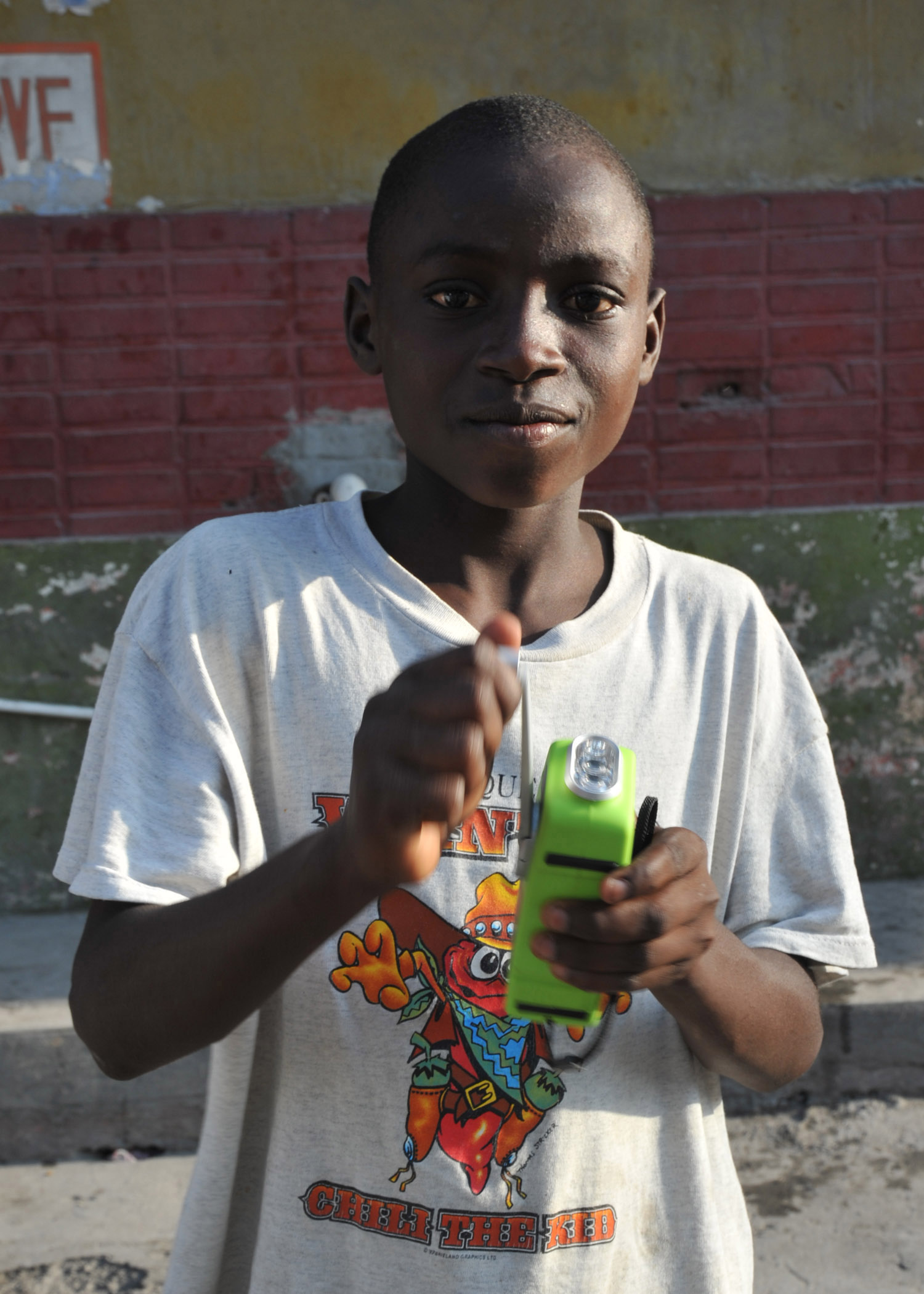
یک پسر اهل هائیتی هندل رادیوی چراغ قوه ای خود را که با هندل کار می‌کند، می‌چرخاند. از زمان قطع طولانی برق در زلزله هائیتی در سال ۲۰۱۰، سازمان‌های امدادرسان چراغ‌قوه‌های مکانیکی را بین بازماندگان توزیع کردند.

چراغ قوه مکانیکی، چراغ قوه‌ای است که با نیروی الکتریکی تولید شده توسط نیروی عضلانی کاربر تغذیه می‌شود، بنابراین نیازی به تعویض باتری یا شارژ مجدد از منبع الکتریکی ندارد. انواع مختلفی وجود دارد که از مکانیسم‌های عملیاتی متفاوتی استفاده می‌کنند. آنها از حرکات مختلفی برای تولید نیروی مورد نیاز استفاده می‌کنند؛ مانند فشردن دسته، چرخاندن هندل یا تکان دادن خود چراغ قوه. این چراغ قوه‌ها را می‌توان با تکنیکی که برای ذخیره انرژی استفاده می‌شود نیز تشخیص داد: فنر، چرخ طیار، باتری یا خازن.
از آنجایی که چراغ قوه‌های مکانیکی همیشه آماده استفاده هستند، اغلب به عنوان چراغ اضطراری در صورت قطع برق یا سایر موارد اضطراری استفاده می‌شوند. آنها همچنین در خانه‌های تعطیلات، کلبه‌ها و سایر مکان‌های دورافتاده نگهداری می‌شوند زیرا مانند چراغ قوه‌های معمولی به عمر مفید باتری محدود نمی‌شوند. آنها یک فناوری سبز محسوب می‌شوند، زیرا باتری‌های یکبار مصرف مورد استفاده در چراغ قوه‌های معمولی از نظر منابع مورد استفاده برای میزان انرژی تولید شده، هدر دهنده هستند و همچنین حاوی فلزات سنگین و مواد شیمیایی سمی هستند که در نهایت وارد محیط زیست می‌شوند.

## پیشینیان

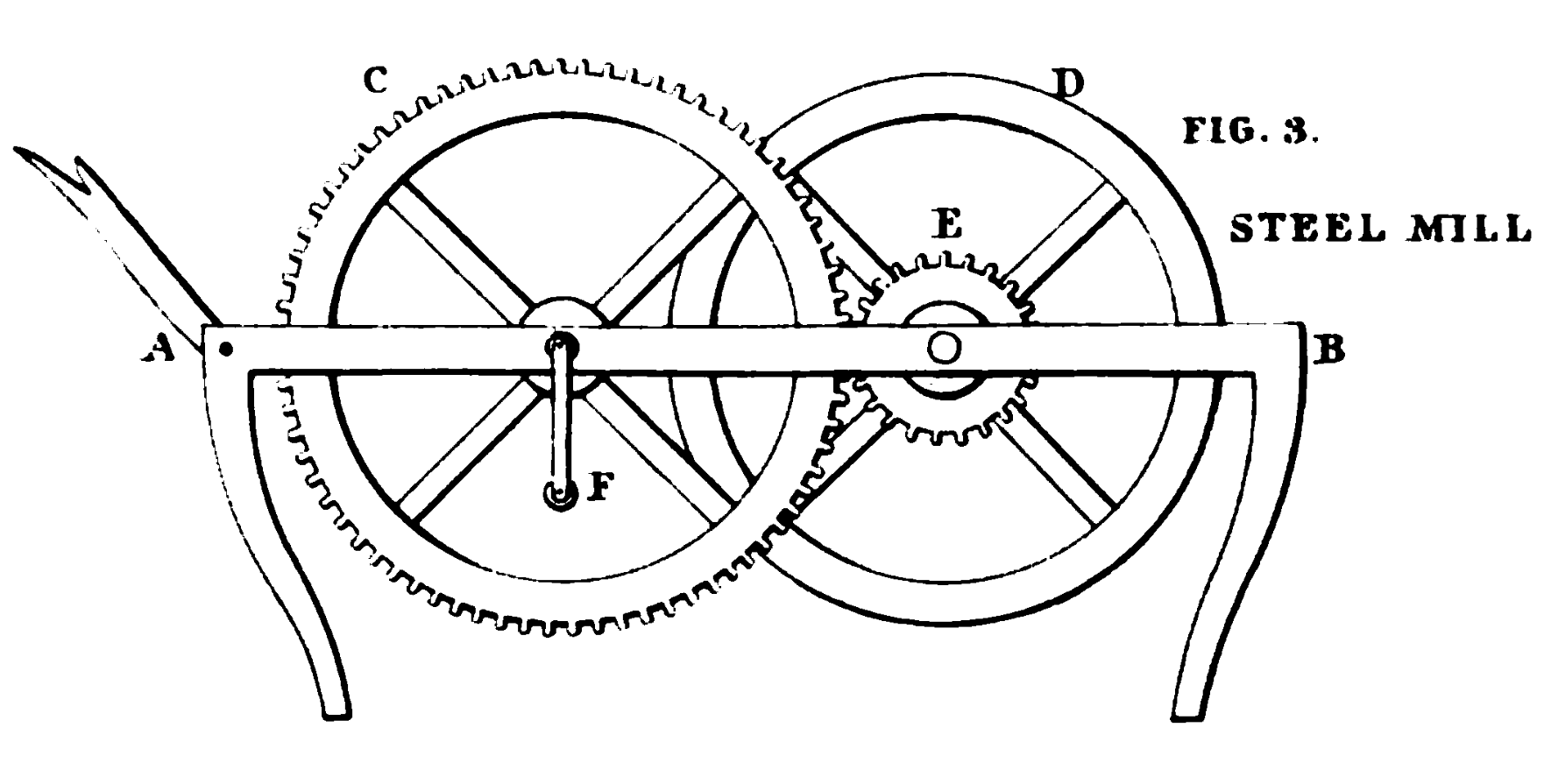
این کارخانه فولاد از یک سنگ چخماق که در مقابل چرخ دوار "D" نگه داشته می‌شود، استفاده می‌کند و جرقه ایجاد می‌کند. (ماتیاس دان، رساله‌ای در باب استخراج و بهره‌برداری از معادن زغال سنگ، ۱۸۵۲)

اولین چراغ قابل حمل مکانیکی، «آسیاب فولادی» بود که در دهه ۱۸۰۰ در معادن زغال سنگ مورد استفاده قرار می‌گرفت. این لامپ‌ها از یک دیسک فولادی تشکیل شده بودند که با سرعت بالا توسط یک مکانیزم میل‌لنگ می‌چرخید. فشار دادن یک سنگ چخماق روی دیسک، بارانی از جرقه و روشنایی کم‌سو ایجاد کرد. این آسیاب‌ها فقط در معادن زغال سنگ مورد استفاده قرار می‌گرفتند، جایی که خطر انفجار گاز حاصل از احتراق، روشن کردن شمع را ناامن می‌کرد. احتیاط لازم بود تا جرقه‌ها مشاهده شوند تا جرقه‌های بسیار داغی ایجاد نشود که بتوانند آتش را شعله‌ور کنند. استفاده از این آسیاب‌ها دردسرساز بود و اغلب توسط یک پسر بچه اداره می‌شد که تنها وظیفه‌اش تأمین نور برای گروهی از معدنچیان بود. یکی از اولین این آسیاب‌ها، آسیاب اسپدینگ در قرن هجدهم بود، خانواده اسپدینگ سابقه طولانی در نمایندگی از خانواده لوثر در وست‌مورلند و معادن زغال سنگ وایت‌هیون داشتند.
کارخانه‌های فولاد پس از معرفی لامپ‌های دیوی و جوردی که از سال ۱۸۱۵ بسیار کم‌حجم‌تر بودند، از رونق افتادند. ایده آسیاب در سال ۱۹۴۶، بر اساس فناوری توسعه‌یافته فندک سیگار و سنگ چخماق فروسریوم، احیا شد. یک چراغ فنری با هشت سنگ چخماق برای علامت‌دهی اضطراری در دریا پیشنهاد شد.

## انواع

### با نیروی فلایویل
در چراغ قوه داینو (یا چراغ قوه فشاری)، انرژی از طریق یک چرخ لنگر تولید می‌شود. کاربر مکرراً دسته‌ای را فشار می‌دهد تا یک چرخ لنگر درون چراغ‌قوه که به یک ژنراتور/دینام کوچک متصل است، بچرخد و جریان الکتریکی را به یک لامپ رشته‌ای یا دیود ساطع‌کننده نور تأمین کند. یک دسته L شکل دارای یک چرخ‌دنده است که چرخ‌دنده پله‌ای سفید را می‌چرخاند، که به نوبه خود چرخ‌دنده را می‌چرخاند. روی این چرخ‌دنده یک کلاچ گریز از مرکز (برای امکان چرخش آزاد پس از توقف حرکت اهرم و سپس بازگشت آن) و یک آهنربای خاکستری تیره نصب شده است. آهنربا با چرخش به دور سیم‌پیچ مسی، جریان الکتریکی القا می‌کند. جریان حاصل از سیم‌پیچ از میان رشتهٔ لامپ رشته‌ای عبور می‌کند و نور تولید می‌کند. یک فنر L شکل، دسته را پس از هر بار درگیری به موقعیت اولیه خود برمی‌گرداند.
چراغ قوه باید در حین استفاده به‌طور مداوم پمپ شود و چرخ لنگر بین هر فشار، ژنراتور را بچرخاند تا نور به‌طور مداوم روشن بماند. از آنجا که برق فقط با فشردن دسته تولید می‌شود، نیازی به کلید نیست. چراغ‌های داینو در طول جنگ جهانی دوم به سربازان ورماخت آلمان داده شد. آنها در طول جنگ در اروپا محبوب بودند زیرا منبع تغذیه برق به خانه‌ها غیرقابل اعتماد بود.
نوعی از آن که از طناب کششی استفاده می‌کرد، در جنگ جهانی اول مورد استفاده قرار گرفت.

### القای خطی

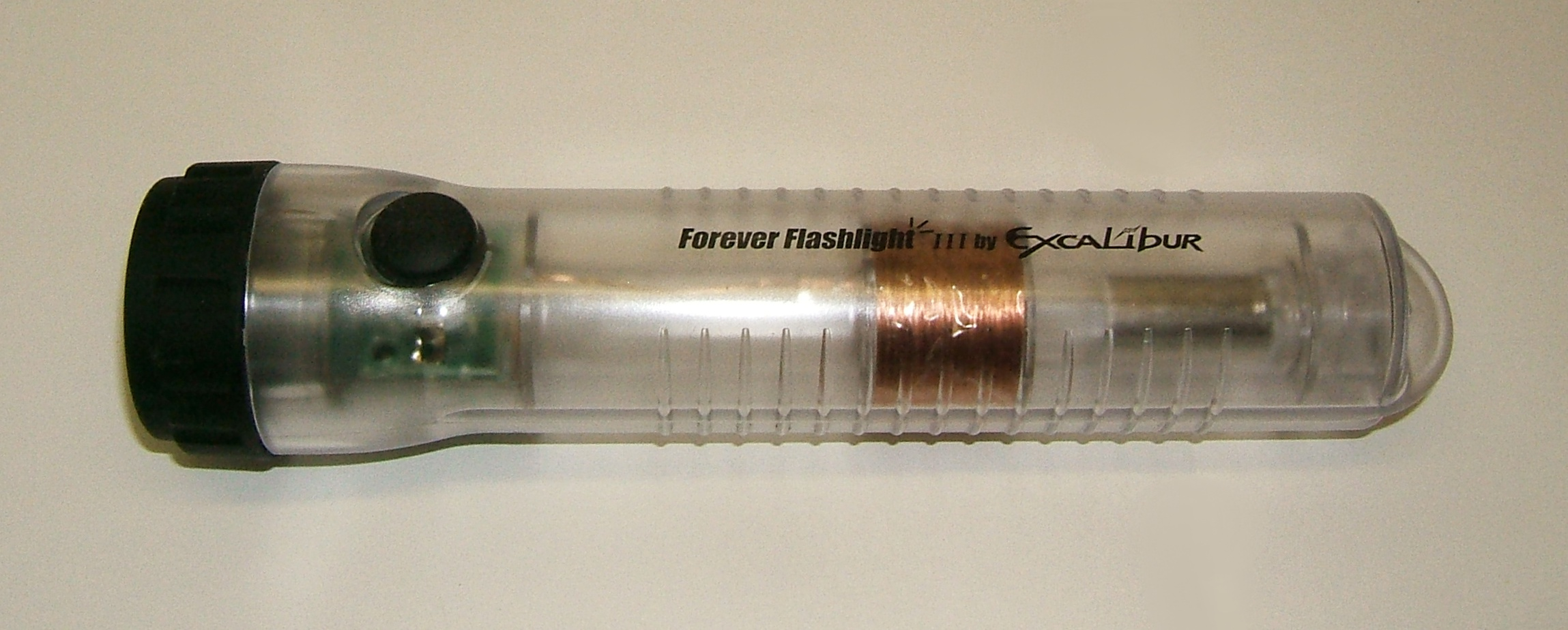
یک چراغ قوه القایی خطی با تکان دادن آن در امتداد محور طولی‌اش شارژ می‌شود، که باعث می‌شود یک آهنربا (در سمت راست قابل مشاهده است) از طریق یک سیم‌پیچ (مرکز) عبور کند و برق تولید کند.

طرح‌های القای خطی (همچنین چراغ قوه فارادی یا چراغ قوه لرزان) شامل یک ژنراتور الکتریکی خطی است که یک ابرخازن را شارژ می‌کند که وقتی چراغ قوه به صورت طولی تکان داده می‌شود، عملکردی مشابه باتری قابل شارژ دارد. باتری یا خازن، یک لامپ ال‌ئی‌دی سفید را روشن می‌کند. ژنراتور خطی از یک آهنربای خاکی کمیاب کشویی تشکیل شده است که هنگام تکان خوردن، از طریق مرکز یک سولنوئید (یک سیم پیچ مسی) به جلو و عقب حرکت می‌کند. هر بار که آهنربا از میان حلقه‌های سیم عبور می‌کند، طبق قانون القای فارادی، جریانی در آنها القا می‌شود که خازن را از طریق یکسوکننده و مدارهای دیگر شارژ می‌کند.
بهترین طرح‌ها به جای باتری قابل شارژ از یک ابرخازن استفاده می‌کنند، زیرا این باتری‌ها عمر کاری طولانی‌تری نسبت به باتری دارند. این ویژگی، به همراه دیود ساطع کننده نور با عمر طولانی که مانند لامپ رشته‌ای نمی‌سوزد، به چراغ قوه طول عمر بالایی می‌دهد و آن را به یک چراغ اضطراری مفید تبدیل می‌کند. یکی از معایب بسیاری از مدل‌های فعلی این است که ابرخازن نمی‌تواند انرژی زیادی را در مقایسه با یک سلول لیتیوم-یون ذخیره کند و این باعث محدود شدن زمان کارکرد در هر بار شارژ می‌شود. در بیشتر طرح‌ها، تکان دادن شدید چراغ به مدت حدود ۳۰ ثانیه می‌تواند تا ۵ دقیقه نور تولید کند، هرچند زمان اعلام‌شده، کاهش خروجی ال‌ئی‌دی پس از ۲ یا ۳ دقیقه را شامل نمی‌شود. تکان دادن دستگاه به مدت ۱۰ تا ۱۵ ثانیه هر ۲ یا ۳ دقیقه در صورت لزوم، امکان استفاده مداوم از دستگاه را فراهم می‌کند. اغلب به عنوان یک اسباب‌بازی یا یک پشتیبان اضطراری برای سایر چراغ‌قوه‌ها در نظر گرفته می‌شود.
این محصول از سال ۲۰۰۲ با کمپین‌های بازاریابی مستقیم در ایالات متحده به فروش رسیده است. نسخه‌های تقلبی این چراغ‌قوه‌ها فروخته شده‌اند که بیشتر آنها باتری‌های لیتیومی غیرقابل شارژ به اندازه سکه را در خود جای داده‌اند. ابرخازن گران‌قیمت از اجزای داخلی حذف شده است. در برخی از این طرح‌های جعلی، «آهنربا» آهنربا نیست یا سیم پیچ متصل نیست و با تکان دادن دستگاه، الکتریسیته تولید نمی‌شود. این چراغ قوه‌های تقلبی در نهایت بی‌فایده می‌شوند، زیرا باتری‌های داخلی آنها قابل شارژ یا تعویض نیستند و قاب آنها اغلب برای همیشه با چسب بسته می‌شود.

### میل‌لنگ‌دار
در طرح‌های وینداپ، چراغ توسط یک باتری تغذیه می‌شود که توسط یک ژنراتور که توسط یک هندل دستی روی چراغ قوه می‌چرخد، شارژ می‌شود. یک دقیقه هندل کردن معمولاً حدود ۳۰ تا ۶۰ دقیقه روشنایی ایجاد می‌کند. این مزیت را دارد که لازم نیست هنگام استفاده مانند چراغ قوه دینام یا برخی چراغ قوه‌های لرزان، مدام پمپ شود. با این حال، ممکن است به عنوان یک چراغ اضطراری کمتر قابل اعتماد باشد، زیرا باتری قابل شارژ موجود در آن در نهایت از بین می‌رود. سلول‌های لیتیوم-یونی مورد استفاده معمولاً برای حدود ۵۰۰ بار شارژ طراحی شده‌اند.
در طرح جایگزین «مشعل کوکی»، که توسط فری پلیر انرژی تولید شده است، انرژی به صورت مکانیکی در یک فنر اصلی مارپیچی مسطح، به جای باتری، ذخیره می‌شود. مالک با چرخاندن میل‌لنگ، فنر را کوک می‌کند. سپس وقتی چراغ روشن می‌شود (با آزاد کردن ترمز مکانیکی)، فنر باز می‌شود و یک ژنراتور را می‌چرخاند تا برق لازم برای روشن کردن چراغ را فراهم کند. هدف از این طرح، که در ابتدا برای استفاده در کشورهای در حال توسعه اختراع شده بود، بهبود قابلیت اطمینان و طول عمر مفید آن با اجتناب یا کاهش وابستگی به باتری بود. تا سال ۲۰۱۲، طرح اصلی دیگر تولید نشد، اما مدل‌های کوچک‌تر و به‌روز شدهٔ هندل دستی با استفاده از LED هنوز در دسترس بودند.

## سایر عملکردها

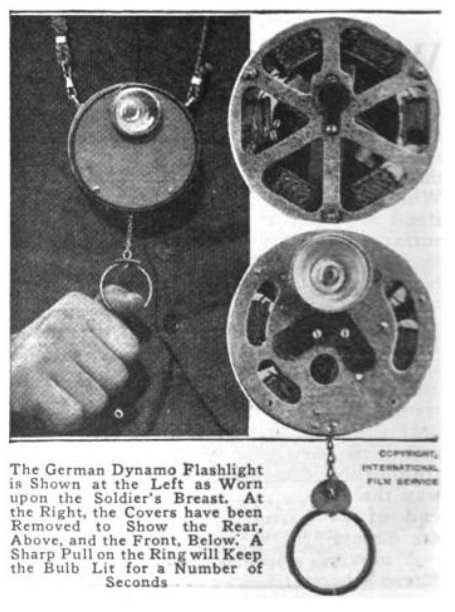
چراغ قوه دینام آلمانی از جنگ جهانی اول کشیدن زنجیر، یک چرخ لنگر را چرخاند و برق تولید کرد تا لامپ جلویی را به مدت حدود ۵ ثانیه روشن کند.

برخی از چراغ قوه‌های مکانیکی علاوه بر منبع نور، شامل عملکردها و ویژگی‌های اضافی نیز هستند. مدل‌هایی که به عنوان چراغ اضطراری فروخته می‌شوند، عملکردهای اضافی دارند که برای استفاده در مواقع اضطراری در نظر گرفته شده‌اند، مانند چراغ‌های چشمک‌زن قرمز یا زرد برای مواقع اضطراری کنار جاده‌ای، آژیر و رادیوهایی مانند پخش ای‌ام / پخش رادیویی اف‌ام، رادیوهای هواشناسی یا رادیوهای موج کوتاه. آنها همچنین ممکن است شامل روش‌های جایگزین برای شارژ باتری، مانند آداپتور برق متناوب، سلول‌های خورشیدی یا سیم‌هایی باشند که به سوکت فندک خودرو وصل می‌شوند.
چراغ قوه‌های میل‌لنگ اغلب دارای رادیو و سایر ویژگی‌ها هستند. یکی از ویژگی‌های محبوب، پورت شارژ یواس‌بی ۵ ولتی برای شارژ مجدد تلفن‌های همراه در مواقعی است که پریز برق در دسترس نیست. کیفیت و قابلیت اطمینان بلندمدت این دستگاه‌ها طیف وسیعی را شامل می‌شود، از تجهیزات اضطراری با قابلیت اطمینان بالا گرفته تا تجهیزات یکبار مصرف و غیرقابل تعمیر.